# Claudio Fermanelli
Claudio Fermanelli (Roma, 20 ottobre 1963) è un allenatore di calcio ed ex calciatore italiano, di ruolo attaccante, tecnico dello Charvensod.
È fratello di Fabrizio, anche lui ex calciatore.

## Caratteristiche tecniche
Era una mezzapunta tecnicamente dotata, abile in zona gol e nel battere le punizioni.

## Carriera

### Giocatore
Cresciuto nell'Inter, ha esordito in prima squadra il 30 settembre 1981, entrando in campo in sostituzione di Aldo Serena al 75' della partita di Coppa UEFA vinta per 4-1 contro i turchi dell'Adanaspor. Questa sarà l'unica presenza con la maglia nerazzurra.
Passa poi al Como senza però trovare spazio per poi militare nel Palermo e nel Parma in Serie B. Quindi scende in Serie C1 prima con il Siena e quindi con la SPAL dove segna 13 reti. Passa poi in Serie B con il Padova per tornare in C1 con Perugia e Casertana. Infine milita nel Varese, nella Vastese, nel Mantova e nell'Aosta dove chiude con il calcio giocato nel 1998.
Durante la sua carriera ha collezionato 124 partite e 18 reti in Serie B.

## Palmarès

### Giocatore

#### Club
- Campionato Nazionale Dilettanti: 1

Mantova: 1996-1997 (girone D)

#### Individuale
- Capocannoniere della Serie C1: 1

1989-1990 (16 gol)

### Allenatore
- Eccellenza: 1

Saint-Christophe: 2009-2010
- Prima Categoria: 1

Charvensod
- Promozione: 1

Charvensod Sant'Orso: 2002-2003